# Claire Meynial
Pour les articles homonymes, voir Meynial.
Claire Meynial, née le 29 juillet 1976 à Roubaix, est une journaliste française, grand reporter au magazine Le Point.

## Biographie
Après des études à Sciences Po, elle travaille pour Le Figaro et France-Soir avant de rejoindre la rédaction du Point en 2002. Elle travaille d'abord au service voyages, ce qui lui a appris à se débrouiller seule, avant d'entrer, en 2013, au service Afrique du magazine.
Son reportage, « Dans le village martyr de Boko Haram », publié en mai 2014, lui vaut le prix Ouest-France Jean-Marin lors du festival Bayeux-Calvados des correspondants de guerre,. Cet article raconte l'histoire de 276 lycéennes enlevées par les terroristes de Boko Haram dans le nord-est du Nigeria le 14 avril 2014. Elle est à ce moment-là au Rwanda et convainc sa rédaction de l'envoyer au Nigéria pour interroger la population locale. Quelques semaines plus tard, elle s'envole pour le Liberia pour témoigner des ravages de la maladie à virus Ebola dans la région.
Le 27 mai 2016, elle reçoit le Prix Albert-Londres de la presse écrite pour ses reportages de l'année, sur les migrants d'Afrique de l'Ouest et la route périlleuse de l'exil. Selon le jury, elle « accroche le lecteur par son humanité et son empathie pour les victimes », grâce à ses reportages composés de témoignages.
Elle est correspondante aux Etats-Unis depuis octobre 2020.

## Distinctions
- 2014 : prix Ouest-France Jean-Marin
- 2016 : prix Albert-Londres de la presse écrite